# Merlão

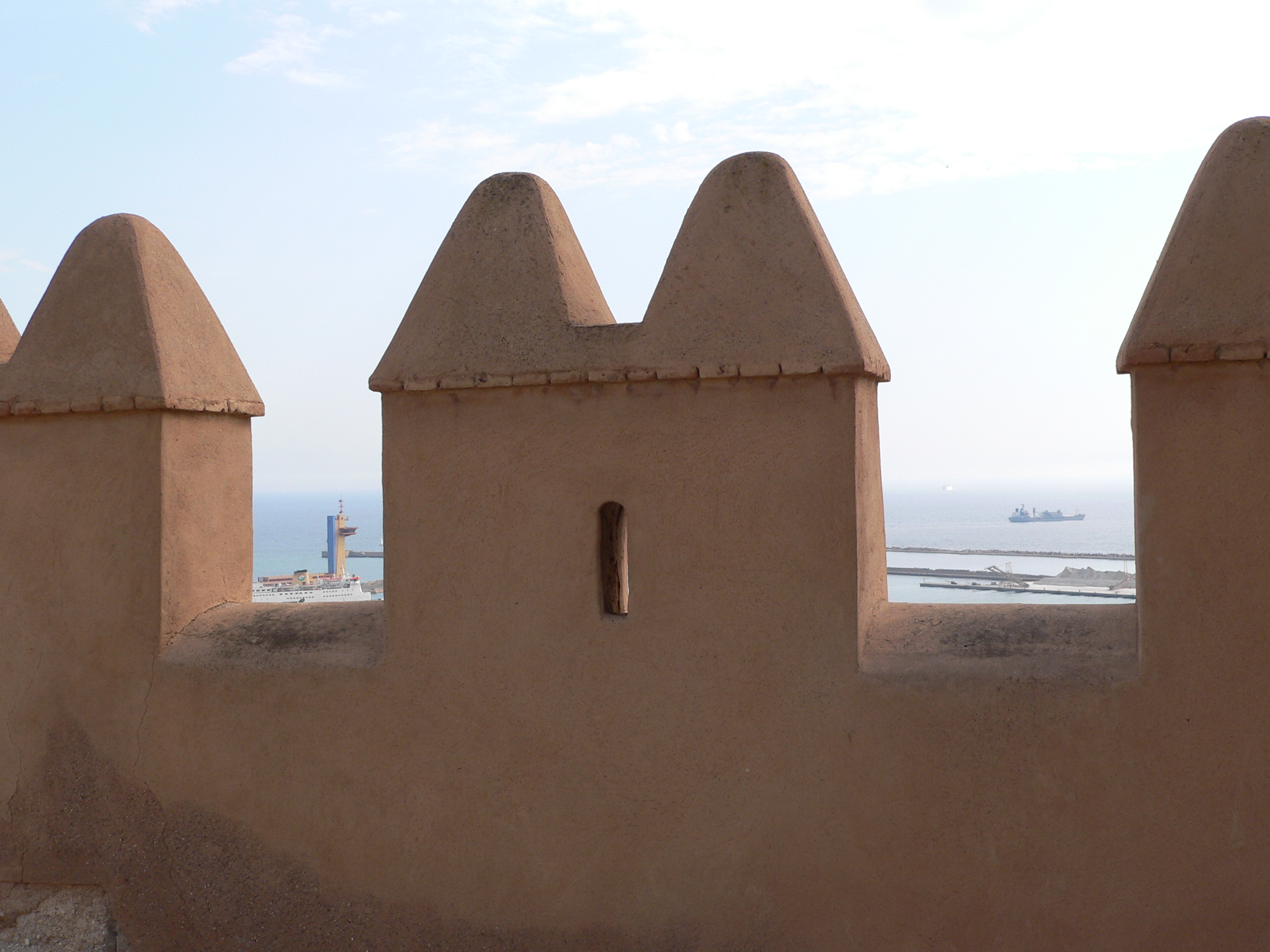
Merlões da Alcáçova de Almería

O merlão (do francês "merlon"), em arquitectura militar, é a parte saliente do parapeito de uma fortificação, entre duas seteiras ou ameias. Refere-se a cada um dos intervalos dentados das ameias de uma fortaleza.